# Rödbrunt bandfly
Rödbrunt bandfly, Noctua interjecta är en fjärilsart som beskrevs av Jacob Hübner 1803. Rödbrunt bandfly ingår i släktet Noctua och familjen nattflyn, Noctuidae.  Arten  har livskraftiga, LC, populationer i både Sverige och Finland. Inga underarter finns listade i Catalogue of Life.

## Bildgalleri

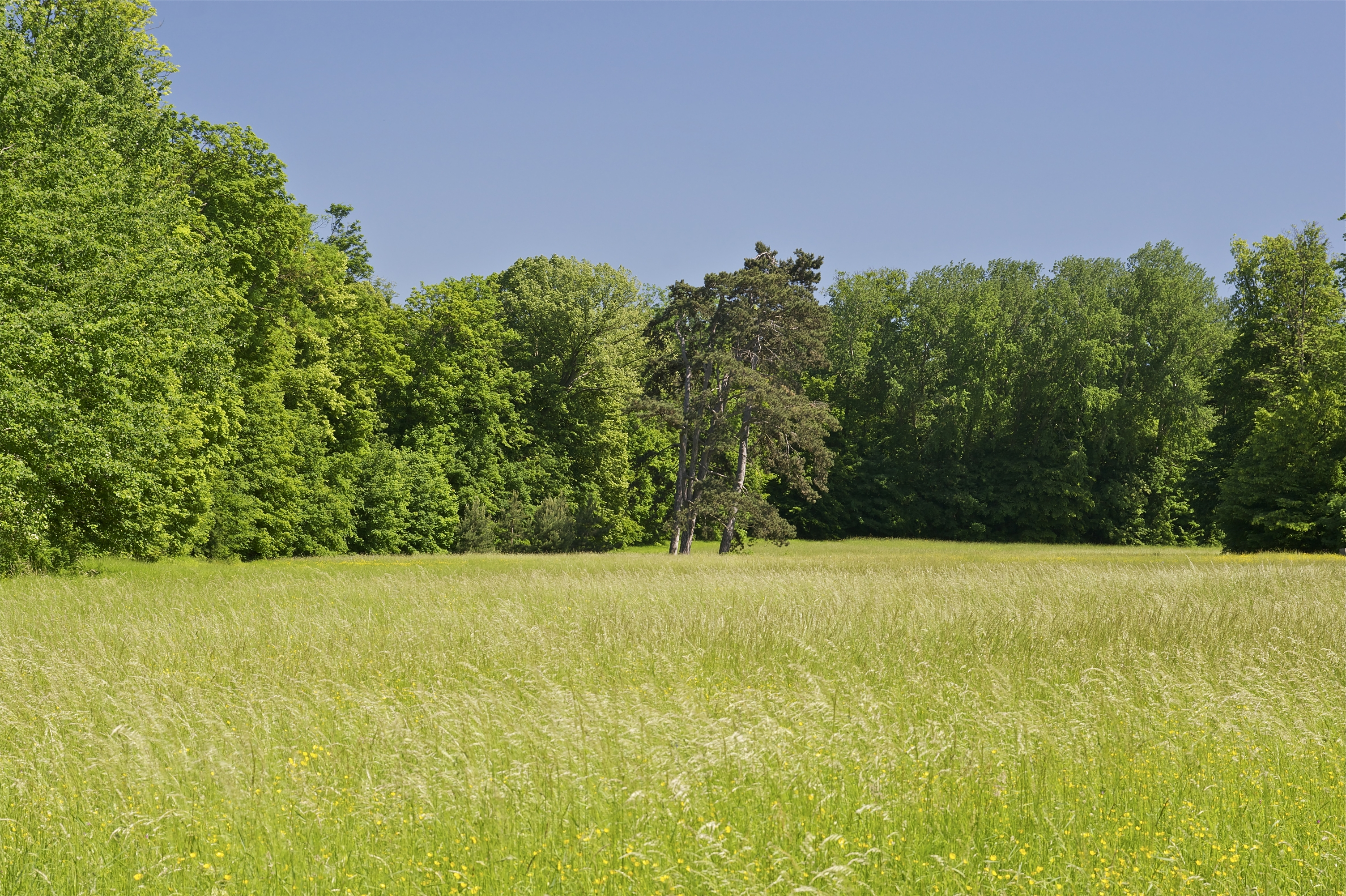
Exempel på artens livsmiljö
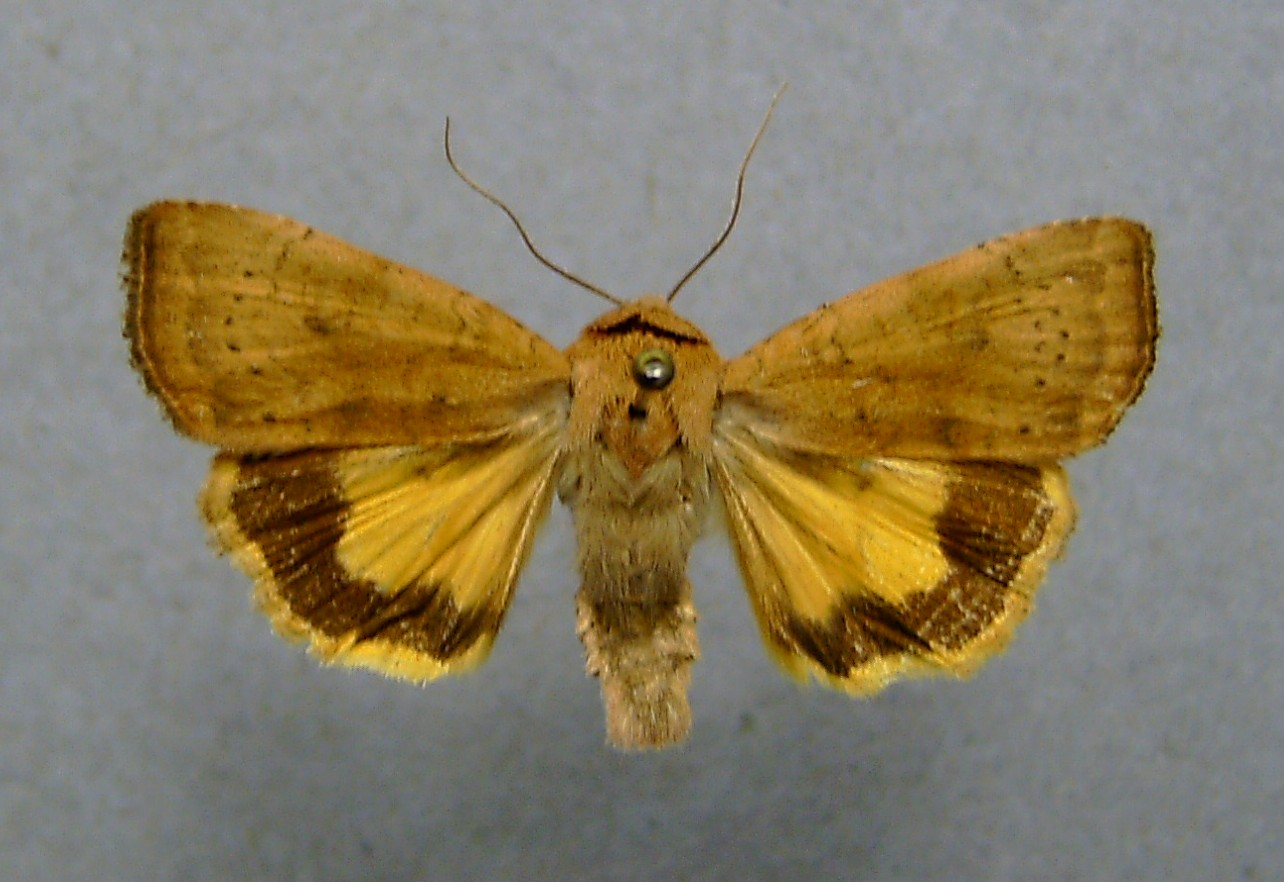
Preparerad (uppnålad) imago fjäril